# سنجي
سنجي هي قرية في مقاطعة أرومية، إيران. يقدر عدد سكانها بـ 667 نسمة بحسب إحصاء 2016.